# هرية رزنة
قرية هرية رزنة هي إحدى القرى التابعة لمركز الزقازيق في محافظة الشرقية في جمهورية مصر العربية. حسب إحصاءات سنة 2006، بلغ إجمالي السكان في هرية رزنة 24359 نسمة، منهم 12532 رجل و11827 امرأة. ومن أعلامها أحمد عرابي زعيم الثورة العرابية ومحمد الهراوي رائد أدب الطفل.

## التاريخ
قرية هرية رزنة من القرى القديمة، واسمها الأصلي وقت الفتح الإسلامي لمصر «هرو نفر» (بالإنجليزية: Hrou nfr)‏، وقد وردت باسم «هريا الشرقية» في أعمال الشرقية ضمن قرى في الروك الصلاحي الذي أحصاها ابن مماتي في كتاب قوانين الدواوين. كما وردت باسم «هريا الشرقية» التي تُعرف أيضًا باسم «هريا الغُزّ» في أعمال الشرقية ضمن قرى الروك الناصري التي أحصاها ابن الجيعان في كتاب «التحفة السنية بأسماء البلاد المصرية». وفي العصر العثماني، ورد اسم «هريا الشرقية» أو «هريا الغز» ضمن قرى ولاية الشرقية في التربيع العثماني الذي جرى في بداية العصر العثماني في مصر. وفي تاريخ 1228هـ/1813م الذي عدّ قرى مصر بعد المسح الذي قام به محمد علي باشا ورد ذكر القرية باسم «هرية رزنة» ضمن قرى مديرية الشرقية.